# Autolinee Toscane
Pour les articles homonymes, voir AT.
Autolinee Toscane S.p.A. (abrégée AT) est une entreprise italienne détenue à 100 % par la société française RATP Dev, active dans le secteur des transports publics locaux. Elle gère en concession l'ensemble du réseau de bus de la Toscane, comprenant à la fois les réseaux urbains des différentes communes et les liaisons extra-urbaines, ainsi que certaines lignes hors de la région.

## Histoire
En 2007, RATP Dev rachète Florentiabus, immédiatement rebaptisée Autolinee Toscane, pour la gestion du service de transport public local de Mugello, Valdisieve et Valdarno, jusqu'à Florence. En 2016, l'entreprise remporte provisoirement un appel d'offres lancé par la région Toscane pour la gestion du service de transport public local sur l'ensemble du territoire régional. Cependant, à la suite de plusieurs recours introduits par les opérateurs sortants, la prise de fonction de ces derniers est reportée à plusieurs reprises, jusqu'au 1er novembre 2021.
Au cours des trois premières années d'exploitation sur l'ensemble du réseau régional, Autolinee Toscane lance une nouvelle application et acheté des milliers de nouveaux bus urbains et extra-urbains. Avec l'arrivée des nouveaux véhicules, l'ensemble du parc est équipé de systèmes de vidéosurveillance active à bord et la sécurité est renforcée, grâce également à l'arrivée de centaines de contrôleurs sur l'ensemble du réseau.